# Benoît Kounkoud
Benoît Kounkoud (* 19. Februar 1997 in Le Chesnay) ist ein französischer Handballspieler.

## Karriere

### Verein
Der 1,89 m große rechte Außenspieler debütierte in der Saison 2014/15 in der ersten französischen Liga bei Paris Saint-Germain. Bereits in seiner ersten Saison gewann er Meisterschaft und Pokal. 2016, 2017, 2018, 2019, 2020, 2021 und 2022 gewann er die nächsten Meistertitel sowie 2018, 2021 und 2022 den französischen Pokal und 2017, 2018 und 2019 den französischen Ligapokal.
Kounkoud steht seit der Saison 2022/23 beim polnischen Erstligisten KS Kielce unter Vertrag. 2023 gewann er die polnische Meisterschaft. In der EHF Champions League 2022/23 verlor er mit Kielce das Endspiel gegen den SC Magdeburg mit 29:30 nach Verlängerung. 2025 wurde er mit Kielce polnischer Pokalsieger.
In der Nacht vom 29. auf den 30. Januar 2024 wurde Kounkoud von der Pariser Polizei vorübergehend in Gewahrsam genommen, da ihm eine Frau den Versuch einer Vergewaltigung in einem Pariser Nachtklub vorgeworfen hatte. Er wurde einen Tag später aus der Untersuchungshaft entlassen. Sein Verein suspendierte ihn wenige Tage später bis auf Weiteres bis zur Klärung der Vorwürfe durch die französischen Behörden. Nach einem Monat kehrte er ins Training zurück. Im Juni 2024 wurde er von einem Gericht in Paris wegen sexueller Exhibition zu 4.100 Euro Strafe verurteilt, der Vorwurf der Vergewaltigung wurde fallen gelassen.

### Nationalmannschaft
Mit der französischen U-19-Nationalmannschaft wurde Kounkoud 2014 Europameister und 2015 Weltmeister. Am 5. November 2015 lief er erstmals für die französische Nationalmannschaft auf. Bei der Europameisterschaft 2016 stand er im Aufgebot. Bei der Europameisterschaft 2024 gewann er mit Frankreich die Goldmedaille, dabei kam er in fünf Spielen zum Einsatz und warf fünf Tore. Bei der Weltmeisterschaft 2025, bei der Frankreich Bronze gewann, wurde er in allen neun Partien eingesetzt und warf 16 Tore.